# Morris B. Abram

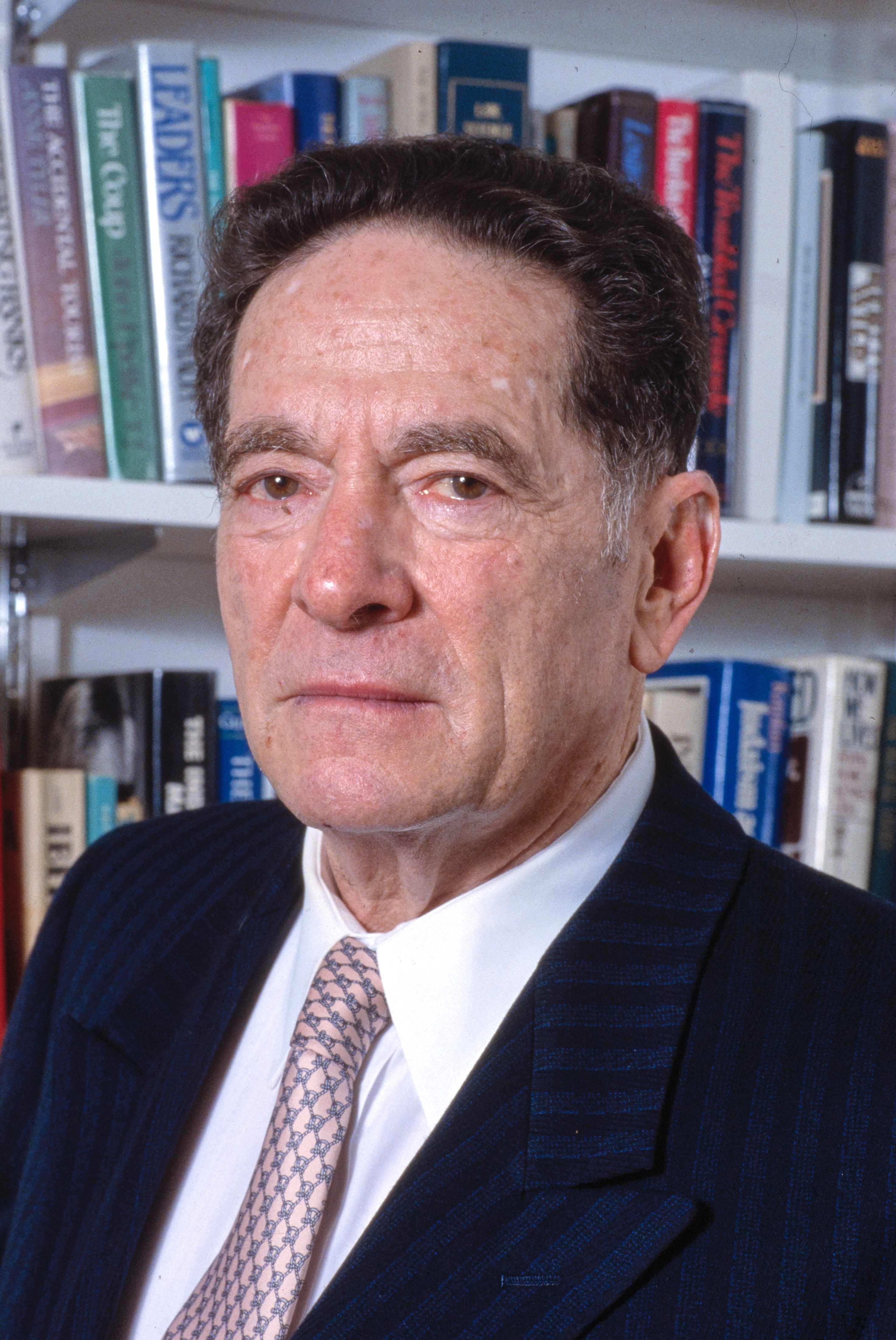
Abram em 1988

Morris Berthold Abram (19 de junho de 1918 - 16 de março de 2000) foi um advogado americano, ativista dos direitos civis e por dois anos presidente da Universidade Brandeis. Em 1953, ele buscou com sucesso a nomeação democrata para o Congresso do Quinto Distrito na Geórgia, pedindo a dessegregação das escolas, mas perdeu a eleição em 1954.
Abram pode ser mais lembrado como um advogado de direitos civis que travou com sucesso uma luta de quatorze anos, de 1949 a 1963, para acabar com uma regra eleitoral da Geórgia que efetivamente deu peso desproporcional nas eleições primárias aos brancos às custas dos negros. Ele informou ao procurador-geral Robert Kennedy, que argumentou com sucesso contra a regra perante a Suprema Corte dos Estados Unidos; a regra foi derrubada em 1963, com a decisão do tribunal de que "dentro de um determinado eleitorado só pode haver espaço para uma regra constitucional - um eleitor, um voto".

## Biografia
Abram nasceu em uma família judia, filho de Sam Abram, um imigrante romeno que veio para os Estados Unidos em 1904. A mãe de Morris Abram, Irene Cohen, nasceu em uma família judia alemã que se estabeleceu pela primeira vez na Filadélfia em 1848. Ele cresceu na pequena cidade de Fitzgerald, Geórgia e frequentou a Universidade da Geórgia, onde se destacou academicamente. Na UGA, ele era membro da Phi Kappa Literary Society e graduou-se de acordo com uma fonte com a maior média de notas da história da escola. Abram então se formou em direito pela Escola de Direito da Universidade de Chicago. Embora tenha sido forçado a adiar uma bolsa de estudos Rhodes por causa da Segunda Guerra Mundial, mais tarde ele obteve um mestrado na Universidade de Oxford.

#### Trabalho nos julgamentos de Nuremberg e elaboração da Quarta Convenção de Genebra
Enquanto estava em Oxford, um professor conseguiu que Abram se juntasse à equipe de promotores do Tribunal Militar Internacional de Nuremberg. Por volta de 1949, ele esteve envolvido na elaboração da Quarta Convenção de Genebra, um documento que tratava principalmente da proteção humanitária de civis em uma zona de guerra. Mais tarde, ele recebeu críticas principalmente de representantes palestinos por uma declaração que fez durante aquele período, que não enfocou a situação dos palestinos deslocados e a existência de assentamentos israelenses no que eles consideraram territórios ocupados durante o primeiro ano da criação de um Estado de Israel.

## Cargos de alto nível ocupados
Em sua longa e distinta carreira jurídica, Abram ocupou vários cargos de alto nível. Em 1961, ele foi nomeado pelo presidente Kennedy para conselheiro-chefe do Corpo da Paz. Ele também trabalhou como sócio no escritório de advocacia Paul, Weiss, Rifkind, Wharton & Garrison de 1963-8. Ele então trabalhou como presidente da Brandeis University de 1968–1970. Em 1969, foi eleito Fellow da American Academy of Arts and Sciences. Ele atuou como presidente da Comissão do Presidente Carter para o Estudo de Problemas Éticos em Medicina e Pesquisa Biomédica e Comportamental. Em Nova York, ele presidiu a Comissão do Governador de Práticas em Casas de Saúde.

### Fundador da UN Watch, 1993
Abram fundou o UN Watch em 1993 enquanto servia como Presidente Honorário do Comitê Judaico Americano; ele foi inspirado em grande parte pelo que considerou um viés anti-Israel consistente na ONU. O UN Watch tem sido ativo no combate aos abusos dos direitos humanos na República Democrática do Congo e em Darfur, e tem se manifestado contra abusos em regimes como China, Venezuela, Cuba e Rússia. O grupo foi elogiado pelo ex-secretário-geral da ONU, Kofi Annan, e o diretor-geral do escritório da ONU em Genebra, Sergei Ordzhonikidze, observou "o valioso trabalho do UN Watch em apoio à justa aplicação dos valores e princípios da Carta das Nações Unidas e apoio a direitos humanos para todos."